# Formacija Omo Kibiš
Formacija Omo Kibiš ali preprosto formacija Kibiš je geološka formacija v Spodnji dolini reke Omo v jugozahodni Etiopiji. Ime je dobila po bližnji reki Omo in je razdeljena na štiri dele, znane kot Del I-IV. Deli so oštevilčeni v vrstnem redu, v katerem so bili deponirani, in datirajo med 196 ka ~ 13-4 ka (tisoč let). Omo Kibiš in sosednje formacije (Šungura in Usno) so ustvarile bogato paleoantropološko evidenco s številnimi najdbami hominina (npr. Paranthropus boisei) in kamnitih orodij (npr. Oldovansko orodje). Zlasti formacija Kibiš je najbolj znana po delu Richarda Leakeyja tam leta 1967, med katerim so on in njegova ekipa našli enega najstarejših ostankov anatomsko sodobnega Homo sapiensa. Fosil, znan kot Omo Kibiš 1 (Omo I), je bil datiran na 196 ± 5 tisoč let in je med dvema drugima ostankoma Omo (Omo II in Omo III), ki sta bila najdena v členu I. Fosili Omo so bili nedavno (leta 2022) ponovno datirani na približno 233 ± 22 tisoč let. V zgodnjih 2000-ih je raziskovalni razcvet obogatil bazo znanja o formaciji Kibiš. Preučevanje živalskih ostankov (favne velikih sesalcev in rib) in kamnitih orodij je omogočilo vpogled v arheološke asociacije Homo sapiensa in s tem njihovo vedenje ter kompleksne okoljske kontekste, v katerih so živeli in se razvijali.

## MSA Litični sklop
Med prvotnimi izkopavanji Richarda Leakeyja leta 1967 je bilo najdenih več kamnitih orodij v povezavi z Omo 1 na mestu hominida Kamoja (KHS), vendar v raziskovalni literaturi niso bila dobro opisana. V letu 2000 so na KHS potekala nadaljnja izkopavanja poleg dveh drugih lokacij: Avokovega hominidnega najdišča (AHS), prav tako v delu 1, in mesta ptičjega gnezda (BNS), ki je v delu 2. Povzetki litičnih sklopov, najdenih med novejšimi izkopavanji upoštevajo tudi litiko, najdeno pri prvem izkopavanju leta 1967.
Najpogostejši material, uporabljen za izdelavo najdenih litikov, je roženec. Na splošno visokokakovostne drobnozrnate kriptokristalne silikatne surovine, kot so jaspis, roženec, kalcedon, predstavljajo jasno večino (60–90 %) na vseh lokacijah. Glede na to, da je mogoče najti vse razen enega redko pojavljajočega se materiala v sočasnih prodiščih v delu 1, se predvideva, da so zgodnji hominini pridobili potrebne kamnite klaste za izdelavo kamnitih orodij iz lokalnih virov. Čeprav je bilo vse materiale mogoče najti v zadostnih količinah v lokalnih prodiščih, je bilo nizkokakovostnih materialov, kot so skrilavec, riolit in bazalt, bistveno več. Poleg tega so bila visokokakovostna jedra bolj zmanjšana kot nizkokakovostna jedra. Ti trendi skupaj kažejo, da so bili hominini zelo selektivni pri izdelavi kamnitih orodij. 69 % vseh jeder je levalloisovih jeder ali asimetričnih diskoidov, ki spadajo v kategorični razred, znan kot formalna jedra. Čeprav ima industrija Kibiš nekatere značilnosti, ki podpirajo možnost proizvodnje kamnitih orodij, namenjenih visoki mobilnosti stanovanj, obstajajo tudi protislovne značilnosti. Na primer, retuširana orodja so na splošno redka, vendar je delež bifacialno retuširanih orodij majhen. V primerjavi z drugimi sklopi MSA so bila jedra posebej majhna. Vendar pa je bilo domnevano, da je to verjetno rezultat izhodišča iz manjših klastov. Kljub takšnim razlikam paleoantropolog John Shea zaključuje, da se zdi, da je industrija Kibiš lokalna različica večje vzhodnoafriške industrije, ki ji še ni treba dati imena.

## Živalski ostanki

### Favna velikih sesalcev
Raziskava Assefa in drugih je vzorčila vse dele, vendar je pridobil živalske ostanke le iz delov I, III in IV. Združbe favne, pridobljene od vsakega dela, so podobne v svoji raznolikosti sesalcev in so v veliki meri reprezentativne za velike sesalce, ki sestavljajo trenutno skupnost favne na tem območju. To je pretežno govedo, prašiči in kopitarji, pa tudi drugi parkljarji, kot so povodni konj, nosorogi itd. Vzorec fosilne favne je pomanjkljiv v smislu omejene zastopanosti primatov (le en primerek) in mesojedcev; nekatere vrste bovidov sploh niso zastopane. Nasprotno pa sta Hylochoerus meinertzhageni in Cephalophus vzorčena v fosilni favni, vendar nista v obstoječi skupnosti. Prisotnost H. meinertzhageni in Cephalophus je zanimiva, ker naj bi bila redka v afriških fosilnih zapisih, saj sta se pojavila na nekaj mestih, kot je jama Matupi. Druga pomembna najdba znotraj fosilne favne je najdba Equus burchellii in E. grevyi, ker to lahko nakazuje, da je bilo območje Omo Kibiš dolgo časa izjema pri sicer redkem soobstoju obeh vrst v določenem habitatu. Predvideva se, da lahko neustrezna velikost vzorca in ne samo obstoj sedanje favne v poznem srednjem pleistocenu pojasni odsotnost katere koli izumrle vrste v formaciji Kibiš.

### Ribe

#### Taksonomska sestava
Skupaj je bilo od članov formacije Kibiš zbranih 337 primerkov skeleta rib; tako kot pri sesalcih so bili fosili najdeni le v del I, III in IV. Čeprav so nekateri od 337 primerkov verjetno pripadali istim posameznikom, se domneva, da to dejstvo ne vpliva veliko na povzetke taksonomskih frekvenc.
Perciforms in siluriforms (somi) skupaj sestavljajo osupljivih 86,7 odstotkov skupka Kibiš. Pomembno je, da je red perciforms v celoti zastopan z eno samo vrsto (Lates niloticus), medtem ko je 76 odstotkov siluriformov predstavljenih s Synodontis in clariids. Čeprav se ihtiofavna Kibiša ne približa dokumentirani biotski raznovrstnosti obstoječe skupnosti (ugotovljenih je bilo 9 od 37 znanih rodov), je na splošno podobna sodobni favni v regiji. Del III je vseboval vseh devet rodov, medtem ko v delu I manjkata Hydrocynus in Schilbe; kljub temu sta si bila člana podobna v taksonomskih frekvencah (po vrstnem redu). Del IV je vseboval samo tri prevladujoče rodove (Lates, Synodontis in Clarias).

#### Interakcija s hominidi
Čeprav na samem fosilnem materialu ni sugestivnih oznak, drugi dokazi kažejo, da je bil ribolov ustaljena metoda preživetja za hominide, ki so živeli v porečju Omo Turkana. Glavni dokaz vključuje bodeče kostne konice, podobne tistim na drugih mestih MSA, najdene v delu IV. Na omenjenih lokacijah MSA v vzhodni in južni Afriki so bile te kostne točke najdene v povezavi s predelanim ribjim materialom. Poleg tega značilnosti nekaterih taksonov Kibiš, kot je njihova velika velikost ali prednost habitatom v odprtih vodah, kažejo, da bi zanje dejansko potrebovali orodje.